# Dendrobium acutilobum
Dendrobium acutilobum är en orkidéart som beskrevs av Rudolf Schlechter. Dendrobium acutilobum ingår i släktet Dendrobium, och familjen orkidéer. Inga underarter finns listade i Catalogue of Life.